# Toni Servillo
Marco Antonio Servillo (Afragola, Nápoles, 25 de enero de 1959), conocido como Toni Servillo, es un actor italiano. Su carrera como actor ha sido recompensada con varios premios: dos veces vencedor de los Premios del Cine Europeo, cuatro Premios David de Donatello, cuatro Nastri d'argento, dos Globos de Oro, tres Ciak d'oro, el Marco Aurelio de Plata por el mejor actor en el Festival de Cine de Roma el premio al mejor actor por su papel en Il Divo en el RiverRun International Film Festival y por el mismo papel en los Gransito Movie Awards y en el Festival du cinema italien d'Ajaccio.

## Biografía
Nació el 25 de enero de 1959 en Afragola (Nápoles). Hermano del cantante Peppe Servillo, quien es director de la Piccola Orquesta Avion Travel. Los cuatro primeros años de su vida los pasó en Arquata Scrivia, región del Piamonte, para después volver a su región natal, concretamente a Caserta, donde vive desde los años 1960 y de la cual no tiene intenciones de moverse. Estudió Psicología durante dos años en la Universidad de Roma La Sapienza pero dejó su carrera universitaria para volcarse completamente en el mundo del espectáculo. El propio actor llegó a contar en una entrevista que, mientras hablaba con uno de sus profesores de la universidad (el cual era sacerdote), éste le preguntó el motivo por el cual parecía cansado y el actor, no sin avergonzarse, le respondió que había estado haciendo una prueba para un espectáculo hasta horas tardías. El profesor le recomendó dejar los estudios, ya que no podría centrarse en su carrera. 
Sus primeros pasos como actor los dio en el campo de la recitación, en el oratorio salesiano de Caserta, comenzando con la obra Las visiones de Simone Machard del dramaturgo alemán Bertolt Brecht, por el cual sentía gran admiración. En los años 1970 se interesó por el mundo de la política estudiantil. 
En el año 1990, contrajo matrimonio con la profesora Manuela Lammana, con la cual tiene dos hijos Tommaso y Eduardo, nacidos en 1996 y 2003, respectivamente. Su mujer aparece en la película Le conseguenze dell'amore, en la cual él es el protagonista.
En el año 2014, recibió la mención de ciudadano honorario de Nápoles por ser un actor bastante querido tanto por el público como por la crítica, que lo consideran un gran representante del ambiente cultural napolitano. 
El 28 de febrero de 2015, fue honrado con una laurea ad honorem por la Universidad de Bolonia en el campo de la música y del teatro por ser considerado uno de los actores italianos más influyentes del momento. La distinción fue entregada por el rector de la universidad, Ivano Dionigi, en el Aula Magna de la misma, en pública audiencia.

## Carrera teatral
Sus inicios en el mundo del espectáculo se dan primeramente en el teatro, ya que su familia simpatizaba con el mundo del espectáculo, lo que le llevó a abandonar también sus estudios universitarios de psicología en la Universidad de la Sapienza (Roma). 
En el año 1977, fundó el Teatro Studio di Caserta; años más tarde, en 1986, inició su colaboración con el grupo teatral Falso Movimento creado en 1977 por Mario Martone. 
En el año 1987, se convirtió en uno de los fundadores de Teatri Uniti, un grupo nacido a través de la unión de Teatro dei Mutamenti y Teatro Studio di Caserta, cuya dirección iba a compartir con Mario Martone y Antonio Neiwiller. 
Ha participado también en la creación de espectáculos de temática napolitana como Partitura (1988) y Rasoi (1991) de Enzo Moscato en calidad de actor y director, también en Ha da passà a nuttata (1989), en la obra de Eduardo De Filippo Zingari (1993) y en Sabato, domenica e lunedì (2002) de Raffaele Viviani. 
Ha trabajado como actor en dos obras de Molière como son El Misántropo y Tartufo. En la obra Le False Confidenze de Pierre de Marivaux realizó un estudio del teatro francés de los siglos XVII y XVIII.
En el año 1999, debutó como director de teatro musical con la obra Una cosa rara del compositor español Martín y Soler, al que le seguirán otras obras como Las bodas de Fígaro de Mozart, El Marido desesperado de Cimarosa, Borís Godunov de Músorgski, Ariadna en Naxos de Richard Strauss, Fidelio de Beethoven con la que inauguró la estación de San Carlo en Nápoles en el año 2005. Para el festival de Aix en La Provenza, dirigió la obra de Rossini La italiana en Argel.
En el año 2007, adaptó, interpretó y dirigió Trilogia della villeggiatura de Carlo Goldoni que había sido representada por primera vez en el año 1761 en el Teatro San Luca de Venecia. En el año 2010, interpretó Sconcerto, “teatro di musica” basado en un texto de Franco Marcoaldi con música de Giorgio Battistelli y por el cual obtuvo el Gran Premio número 51 como mejor actor en el  MESS Festival 2011 di Sarajevo.
En el año 2013, gana el premio Le Maschere del teatro italiano en las categorías de mejor espectáculo en prosa, mejor director y mejor actor protagonista con su obra Le voci di dentro, compuesta por Eduardo De Filippo en 1948. La dirección televisiva corrió a cargo de Paolo Sorrentino.

## Carrera cinematográfica

Toni Servillo interpretando el papel de Jep Gambardella en la película de Paolo Sorrentino, La gran belleza.

Su carrera cinematográfica se inició con la película Muerte de un matemático napolitano (1992) del director Mario Martone, con el cual trabajó en otras películas como Rasoi (1993), I vesuviani (1997) y Teatro di guerra (1998). 
En 2001, se produjo un giro bastante importante en él como actor al desempeñar el papel de Tony en la película L'uomo in piú dirigida por Paolo Sorrentino y en la cual, el propio personaje interpreta las canciones escritas por el hermano del actor conocido como Peppe Servillo. Su papel fue nominado a varios premios importantes en calidad de mejor actor.
En el año 2005, ganó el premio David de Donatello como mejor actor protagonista por su papel en la película Le conseguenze dell'amore (2004) bajo la dirección de Paolo Sorrentino. 
En 2008, ganó un premio David de Donatello a mejor actor protagonista en La ragazza del lago del director Andrea Molaioli y dos Premios del Cine Europeo por su interpretación como Giulio Andreotti (que fue durante muchos años Presidente del Consejo de Ministros de Italia) en la película Il Divo de Paolo Sorrentino y también por su papel protagonista en Gomorra del director Matteo Garrone. En 2009 recibió por tercera vez el David de Donatello por su interpretación en Il Divo, uno de los papeles por el cual ha recibido mayor cantidad de premios. 
En 2010, ganó el premio al mejor actor del Festival de Cine de Roma con la película Una vita tranquilla, en la cual desempeña el papel de un napolitano que vive en Alemania y al cual lo visitarán dos hombres que provienen de su tierra.
En 2012, apareció como protagonista en la primera película del director Daniele Cipri, titulada É stato figlio, en la que desempeña el papel de Nicola Ciraulo, el cabeza principal de la familia. En este mismo año se destaca su papel en Bella addormentata de Marco Bellocchio. 
En el año 2013, protagonizó en la película Viva la libertà de Roberto Andò  cuyo papel le sirvió para ganar el premio Nastro d'argento y un Ciak d'oro. En este año también desempeñó uno de los papeles más importantes de su carrera cinematográfica al interpretar a Jep Gambardella, protagonista de La Grande Belleza, la cual fue vencedora del Premio Oscar en calidad de mejor película extranjera bajo la dirección de Paolo Sorrentino. Por su actuación en La Gran Belleza recibió el Premio del cine europeo como mejor actor protagonista, un David de Donatello (mejor actor protagonista), un Nastro d'argento (mención especial), un Ciak d'oro (mejor actor protagonista), un diploma de mérito como mejor actor extranjero en los Premios Jussi y el premio al mejor actor en el Festival de Cine Europeo de Sevilla. Ganar estos premios ha supuesto para Servillo una afirmación de su calidad como actor y también le ha llevado al reconocimiento mundial. 

## Filmografía
- Muerte de un matemático napolitano (Morte di un matematico napoletano), de Mario Martone (1992)
- Rasoi, dirigida por Mario Martone (1993)
- I vesuviani (episodio La salita), dirección de Mario Martone (1997)
- Teatro di guerra, dirigida por Mario Martone (1998)
- Come un eroe del novecento, dirigida por Francesco Saponaro - cortometraje (2001)
- Un hombre de más (L'uomo in più), dirigida Paolo Sorrentino (2001)
- Luna rossa, de Antonio Capuano (2001)
- Las consecuencias del amor (Le conseguenze dell'amore), dirigida por Paolo Sorrentino (2004)
- Notte senza fine, dirigida por Elisabetta Sgarbi (2004)
- Incidenti, voz narrativa, dirección de Miloje Popovic, Alos Ramón Sánchez y Toni Trupia (2005)
- Sabato, domenica e lunedì, dirigida por Paolo Sorrentino - película TV (2005)
- La ragazza del lago, dirigida por Andrea Molaioli (2007)
- Lascia perdere, Johnny!, dirección de Fabrizio Bentivoglio (2007)
- Gomorra, dirigida por Matteo Garrone (2008)
- Il divo, dirigida por Paolo Sorrentino (2008)
- Gorbaciof, dirigida por Stefano Incerti (2010)
- Noi credevamo, dirigida por Mario Martone (2010)
- Una vita tranquilla, dirigida por Claudio Cupellini (2010)
- Tre destini un solo amore (Un balcon sur la mer), dirigida por Nicole Garcia (2010) - doblada por Stefano De Sando
- Il gioiellino, dirigida por Andrea Molaioli (2011)
- È stato il figlio, dirigida por Daniele Ciprì (2012)
- L'altro mare, dirigida por Theo Angelopoulos (2011) - incompleta
- Bella addormentata, dirigida por Marco Bellocchio (2012)
- Viva la libertà, dirigida por Roberto Andò (2013)
- La gran belleza (La grande bellezza), dirigida por Paolo Sorrentino (2013)
- Le confessioni, dirigida por Roberto Andò (2016)
- Lasciati andare,  dirigida por Francesco Amato (2017)
- La ragazza nella nebbia, dirigida por Donato Carrisi (2017)
- Hitler contro Picasso e gli altri, dirigido por Claudio Poli (2018) - Documental
- Silvio (y los otros) (Loro), dirigida por Paolo Sorrentino (2018)
- 5 è il numero perfetto, dirigida por Igort (2019)
- L'uomo del labirinto, dirigida por Donato Carrisi (2019)
- Emilio Vedova. Dalla parte del naufragio, dirigido por Tomaso Pessina (2019) - Documental
- Qui rido io, regia di Mario Martone (2021)
- Fue la mano de Dios, dirigida por Paolo Sorrentino (2021)
- Ariaferma, regia di Leonardo Di Costanzo (2021)
- Esterno notte, dirigida por Marco Bellocchio (2022)
- La inspiración. El gran Pirandello (La stranezza), dirigida por Roberto Andò (2022)
- El primer dia de mi vida (Il primo giorno della mia vita), dirigida por Paolo Genovese (2023)
- Il ritorno di Casanova, dirigida por Gabriele Salvatores (2023)
- Adagio, dirigida por Stefano Sollima (2023)